# Raach (Graz)
Raach ist ein Ortsteil des Bezirks Gösting der steirischen Landeshauptstadt Graz. Der Ort bildet die nördlichste Grazer Siedlung am rechten Murufer und hat 420 Einwohner (Stand: 2013).

## Geographie
Raach liegt auf rund 375 m ü. A. im Mittleren Murtal, einem epigenetischen Durchbruchstal, im Bezirk Gösting. Es bildet die nördlichste Siedlung am rechten Murufer und somit der westlichen Grazer Stadthälfte. Im Westen und Süden wird der Ort vom Raacher Kogel und vom Göstinger Ruinenberg (696 m) überragt, was die effektiv mögliche Sonnenscheindauer bedeutend einschränkt. Die Erhebungen sind aus devonischen Kalken und Dolomiten aufgebaut und gehören zum Grazer Paläozoikum. Der Prallhang der Raachleiten ist durch mehrere kleine Gräben gegliedert, die im Übergang zum Talboden jeweils flache Kegel ausgebildet haben. Diese vereinigen sich zu einer Hangfußschleppe aus Löss und Hangschutt, auf der die Siedlung Raach Platz findet. Im Hangschutt entspringen zwei Karstquellen, die die Wasserversorgung des Ortes zusammen mit einem Brunnen sichern. Nach wie vor ist Raach nicht an das Wassernetz der Stadt Graz angeschlossen.
Klimatopisch befinden sich Raach und die Raachleiten in der Zone des nächtlichen Murtalabwindes. Am südlichen Ortsende, das von defizitärer Besonnung geprägt ist, kann es bereits zu Düseneffekten kommen.

## Geschichte

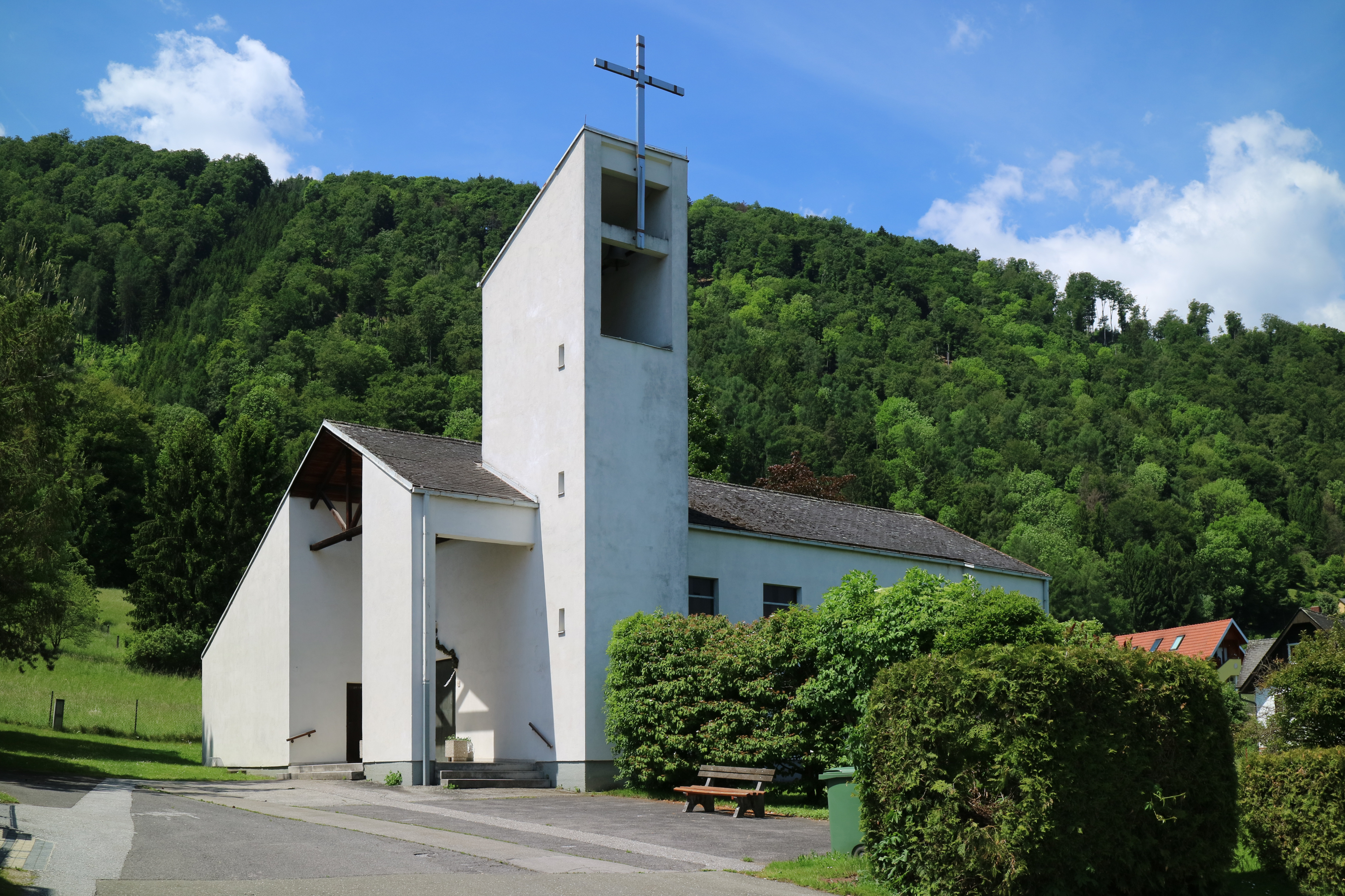
Christkönigskirche vor der Raachleiten

Raach war slawisches Siedlungsgebiet und wurde ab 1486/87 Am Rachperg (später Rach, siehe z. B. Franziszeischer Kataster) genannt. Bis ins 20. Jahrhundert gehörte die damals landwirtschaftlich dominierte Ortschaft zur Pfarre Gratwein und fiel anschließend an die Gemeinde Gösting, die 1938 nach Graz eingemeindet wurde. Aufgrund der Nähe zum Murufer kam es in der Vergangenheit oft zu großflächigen Überschwemmungen, so etwa im Jahr 1938.
1945 kam es zur Errichtung einer Barackenkirche, die 1964 als Christkönigskirche in modernem Baustil eingeweiht wurde. Nach dem Zweiten Weltkrieg fand man in Raach zwei Gräber mit jeweils zwei Toten. Es handelte sich um ungarisch-jüdische Zwangsarbeiter, die im Zuge eines Todesmarsches von Graz in den Gau Oberdonau ermordet worden waren. 1951 wurde ein ortseigenes Kriegerdenkmal errichtet. In der Folge gründete sich der Kameradschaftsbund Raach-Gösting.

## Wirtschaft und Infrastruktur

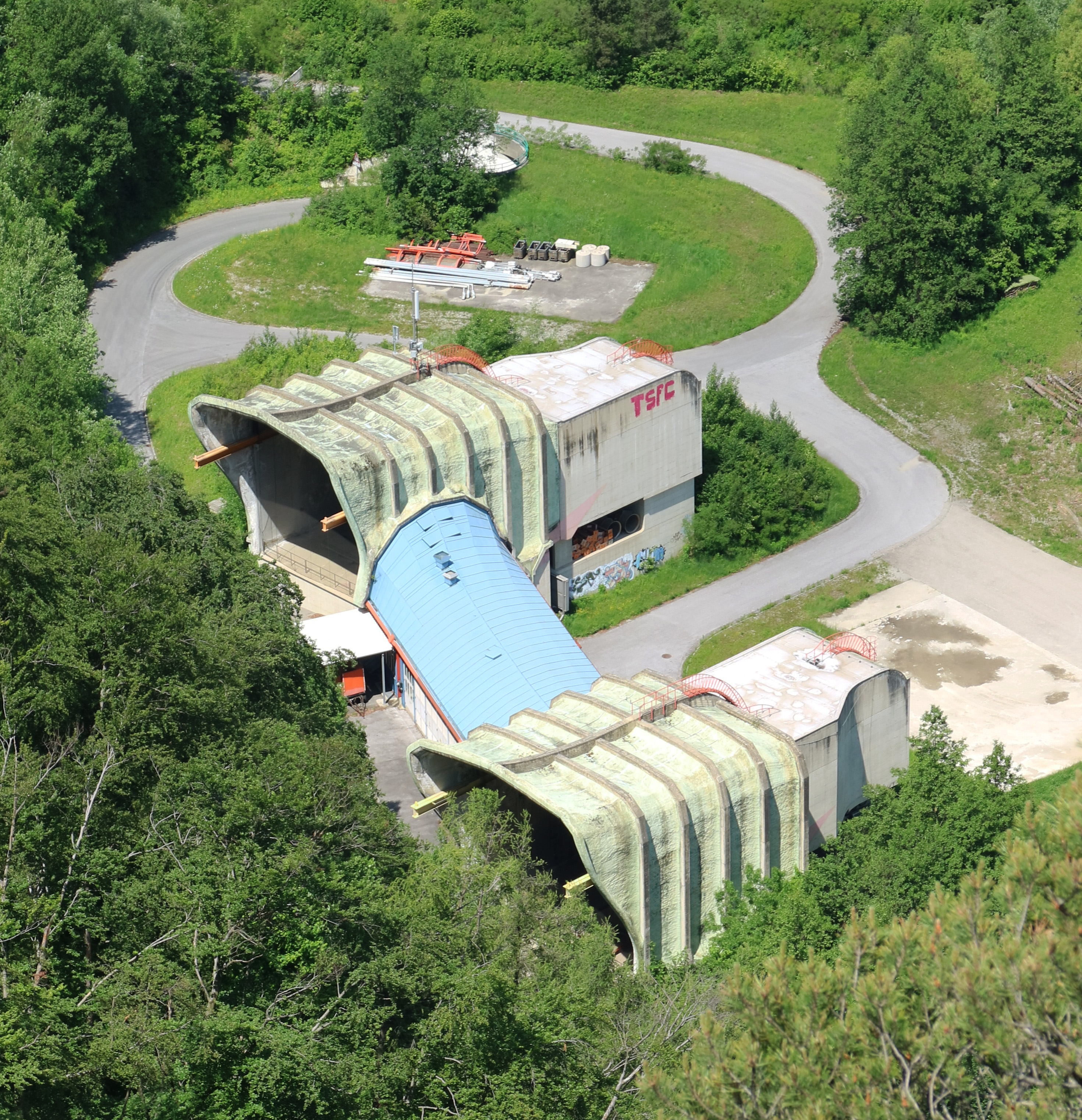
Plabutschtunnel-Lüftung „Grüne Elefanten“, gesehen vom Jungfernsprung

Aufgrund seiner topographischen Lage wirkt Raach nicht wie ein Teil von Graz und wird oft für einen Teil von Judendorf-Straßengel gehalten. Im Ort befinden sich neben der Kirche, eine Volksschule und eine Hundeschule sowie ein Eisstockverein (ESV Raach). Abgesehen von ein paar Kleinbetrieben handelt es sich größtenteils um eine Wohnsiedlung mit eingeschränkter Funktionalität. Der Flächenwidmungsplan 4.0 der Stadt Graz weist neben landwirtschaftlichen Flächen und Gewerbegebiet im Norden noch einige freie Baugrundstücke aus.
Verkehrstechnisch ist Raach über die L302 erreichbar, die Graz-Gösting und Judendorf miteinander verbindet. Über sie führen die Buslinien der Verbund Linie 120, 121 sowie 131. Die Pyhrn Autobahn (A 9) tangiert den Ort ostseitig, die hier gelegenen Zu- und Abfahrten sind jedoch auf den Grazer Verkehr ausgerichtet und für Raach unerheblich. Südöstlich des Ortszentrums liegt das Nordportal des Plabutschtunnels, unmittelbar darüber thronen zwei auffällige Lüftungsbauten aus Sicht- und Spritzbeton von Architekt Eilfried Huth, die aufgrund ihres Aussehens auch Grüne Elefanten genannt werden. Am nördlichen Ortsende befindet sich die Straßenmeisterei Graz-Nord. Ebenfalls ostseitig am Ort vorbei verläuft die Trasse der Eisenbahn Richtung Bruck an der Mur. Eine Initiative für eine S-Bahn-Station scheiterte 2013 seitens der ÖBB aufgrund zu geringen Kundenpotenzials.
Durch Raach führt die rechtsufrige Variante des Murradweges, die auch für Mopeds freigegeben ist. Aufgrund des Verlaufs unter dem Jungfernsprung war diese bis zur Errichtung von Fangnetzen im Jahr 2005 durch Steinschläge gefährdet.